# Ahnebergen
Ahnebergen ist ein Ortsteil der Gemeinde Dörverden im Landkreis Verden, Niedersachsen. Der Ort liegt an der Aller, die nordöstlich am Ort vorbeifließt. Die Kreisstraße 14 führt südwestlich am Ort vorbei.

## Geschichte
Aufgrund von archäologischen Funden (Steinbeil und Handmahlstein) wird eine erste menschliche Besiedlung auf die Zeit ab 4000 bis 2000 v. Chr. geschätzt. Ahnebergen liegt auf einer Erhöhung im Urstromtal der Aller, der Name wird von Erhöhung im Sumpfland abgeleitet.
Erstmalige urkundliche Erwähnung findet das Dorf im Jahre 1188.
Von 1912 bis 1926 wurde im Kaliwerk Alicenhall Kalisalz abgebaut.
Am 1. Februar 1971 wurde Ahnebergen in die Gemeinde Wahnebergen, die am 1. Juli in Dörverden aufging, eingegliedert.

## Politik
Ortsvorsteher ist Steffen Müller.

### Wappen
Die Grundfarbe Grün symbolisiert die landwirtschaftliche Prägung sowie das niedersächsische Fachwerkhaus mit gekreuzten Pferdeköpfen und den großen Ähren den bäuerlichen Ursprung der Ortschaft Ahnebergen. Der Schwarzstorch im oberen Teil weist auf eine intakte Landschaft hin. Die Schleife des Halmblattes bildet zusammen mit den Halmen ein „A“ für Ahnebergen. Das geschwungene weiße Band stellt die Aller dar, die das Leben im Ort seit der Besiedlung dieser Region prägte.
Das Wappen wurde nicht von der früheren Gemeinde Ahnebergen geführt, sondern aus der Ortsgemeinschaft heraus entwickelt.